# Tổng giáo phận Köln
Tổng giáo phận Küln (tiếng Latin: Archidioecesis Coloniensis; tiếng Đức: Erzbistum Köln) là một tổng giáo phận của Giáo hội Công giáo ở phía tây Bắc sông-Bavaria và phía bắc Rhineland-Palatinate ở Đức.

## Tổng giám mục
- 1824–1835: Ferdinand August von Spiegel
- 1835–1845: Clemens August von Droste-Vischering
- 1845–1864: Johannes von Geissel
- 1866–1885: Paul Ludolf Melchers
- 1885–1899: Philipp Krementz
- 1899–1912: Hubert Theophil Simar
- 1902–1912: Anton Hubert Fischer
- 1912–1919: Felix von Hartmann
- 1920–1941: Karl Joseph Schulte
- 1942–1969: Josef Frings
- 1969–1987: Joseph Höffner
- 1989–2014: Joachim Meisner
- 2014–    : Rainer Woelki